# Rodrigo Millar
Rodrigo Millar, född 3 november 1981 i Arauco i Chile, är en chilensk fotbollsspelare som för närvarande spelar som mittfältare i den mexikanska klubben Atlas. Millar har tidigare spelat 8 säsonger i klubben Huachipato och gjorde där 47 mål på 170 matcher.